# Halichoeres iridis
Halichoeres iridis es una especie de peces de la familia Labridae en el orden de los Perciformes.

## Morfología
Los machos pueden llegar alcanzar los 11,5 cm de longitud total.

## Distribución geográfica
Se encuentran en las costas de la África Oriental hasta KwaZulu-Natal (Sudáfrica). También en Madagascar y en las Seychelles.